# Maksim Osipenko
Maksim Aleksandrovitch Osipenko (en russe : Максим Александрович Осипенко), né le 16 mai 1994 à Omsk en Russie, est un footballeur international russe. Il évolue au poste de défenseur central au Dynamo Moscou.

## Biographie

### Débuts professionnels
Né à Omsk en Russie, Maksim Osipenko est formé par les clubs locaux du Neftianik puis de l'Irtych Omsk. Sous les couleurs de ce dernier, il fait ses débuts en troisième division russe le 6 août 2013 contre le Baïkal Irkoutsk. Il découvre ensuite la deuxième division en 2016 avec le Fakel Voronej, jouant son premier match le 12 mars 2016 contre le FK Tioumen. Il est titulaire et marque son premier but dans cette division, participant à la victoire des siens par trois buts à zéro.
En juin 2019, il s'engage avec le FK Tambov. C'est avec ce club qu'il découvre la Premier-Liga, l'élite du football russe, lors d'un match contre le Zénith Saint-Pétersbourg le 14 juillet 2019.

### FK Rostov
Le 9 janvier 2020, durant le mercato hivernal, il signe avec le FK Rostov. Il joue son premier match sous ses nouvelles couleurs le 29 février 2020 lors d'une rencontre de championnat face à l'Akhmat Grozny. Il est titularisé et les deux équipes se séparent sur un match nul (1-1).
Avec le FK Rostov, Osipenko découvre la coupe d'Europe, jouant son premier match de Ligue Europa le 24 septembre 2020 face au Maccabi Haïfa. Il est titularisé et son équipe s'incline par deux buts à un.
Osipenko inscrit son premier but pour le FK Rostov le 1er août 2021 contre le Zénith Saint-Pétersbourg, en championnat. Il ne peut toutefois pas empêcher la défaite de son équipe ce jour-là (2-4 score final).

### En sélection
Osipenko est convoqué avec la sélection russe pour la première fois par Valeri Karpine au mois de septembre 2021 dans le cadre des éliminatoires de la Coupe du monde 2022. Il fait ensuite ses débuts internationaux le 7 septembre à l'occasion d'une victoire 2-0 face à Malte.
Osipenko inscrit son premier but en sélection le 21 mars 2024, lors d'un match amical contre la Serbie. Il est titularisé et contribue à la victoire de son équipe par quatre buts à zéro.

## Statistiques
| Saison                | Club                  | Championnat           | Championnat | Championnat | Coupe(s) nationale(s) | Coupe(s) nationale(s) | Compétition(s) continentale(s) | Compétition(s) continentale(s) | Compétition(s) continentale(s) | Total | Total |
| Saison                | Club                  | Division              | M.          | B.          | M.                    | B.                    | Comp.                          | M.                             | B.                             | M.    | B.    |
| 2013-2014             | Irtych Omsk           | D3                    | 12          | 2           | -                     | -                     | -                              | -                              | -                              | 12    | 2     |
| 2014-2015             | Irtych Omsk           | D3                    | 24          | 4           | 1                     | 0                     | -                              | -                              | -                              | 25    | 4     |
| 2015-2016             | Irtych Omsk           | D3                    | 14          | 1           | 1                     | 1                     | -                              | -                              | -                              | 15    | 2     |
| Sous-total            | Sous-total            | Sous-total            | 50          | 7           | 2                     | 1                     | -                              | -                              | -                              | 52    | 8     |
| 2015-2016             | Fakel Voronej         | D2                    | 10          | 2           | -                     | -                     | -                              | -                              | -                              | 10    | 2     |
| 2016-2017             | Fakel Voronej         | D2                    | 22          | 2           | 2                     | 0                     | -                              | -                              | -                              | 24    | 2     |
| 2017-2018             | Fakel Voronej         | D2                    | 37          | 4           | 2                     | 0                     | -                              | -                              | -                              | 39    | 4     |
| 2018-2019             | Fakel Voronej         | D2                    | 33          | 1           | 1                     | 0                     | -                              | -                              | -                              | 34    | 1     |
| Sous-total            | Sous-total            | Sous-total            | 102         | 9           | 5                     | 0                     | -                              | -                              | -                              | 107   | 9     |
| 2019-2020             | FK Tambov             | D1                    | 17          | 1           | 1                     | 0                     | -                              | -                              | -                              | 18    | 1     |
| Sous-total            | Sous-total            | Sous-total            | 17          | 1           | 1                     | 0                     | -                              | -                              | -                              | 18    | 1     |
| 2019-2020             | FK Rostov             | D1                    | 9           | 0           | -                     | -                     | -                              | -                              | -                              | 9     | 0     |
| 2020-2021             | FK Rostov             | D1                    | 28          | 0           | 1                     | 0                     | C3                             | 1                              | 0                              | 30    | 0     |
| 2021-2022             | FK Rostov             | D1                    | 29          | 2           | 1                     | 0                     | -                              | -                              | -                              | 30    | 2     |
| 2022-2023             | FK Rostov             | D1                    | 25          | 6           | 7                     | 1                     | -                              | -                              | -                              | 32    | 7     |
| Sous-total            | Sous-total            | Sous-total            | 91          | 8           | 9                     | 1                     | -                              | 1                              | 0                              | 101   | 9     |
| Total sur la carrière | Total sur la carrière | Total sur la carrière | 260         | 25          | 17                    | 2                     | -                              | 1                              | 0                              | 278   | 27    |